# 屏風岳 (蔵王連峰の山)
屏風岳（びょうぶだけ）は、宮城県刈田郡蔵王町と同郡七ヶ宿町の蔵王連峰にある標高1,825mの宮城県の最高峰である。山頂から南に約500m行けば白石市にも接する。

## 山名の由来
仙台市内の景観から、雪が積もった滑らかな急斜面が屏風のように見えることから名付けられた。

## 登山
ふもとから不忘山、水引入道、後烏帽子岳かを経由して登るルートと、刈田峠から杉ヶ峰を経由する南蔵王縦走コースがある。杉ヶ峰との鞍部には「芝草平」と呼ばれる湿原があり、ワタスゲやチングルマ、キンコウカなどが咲く。